# Federico Longo (Dirigent)

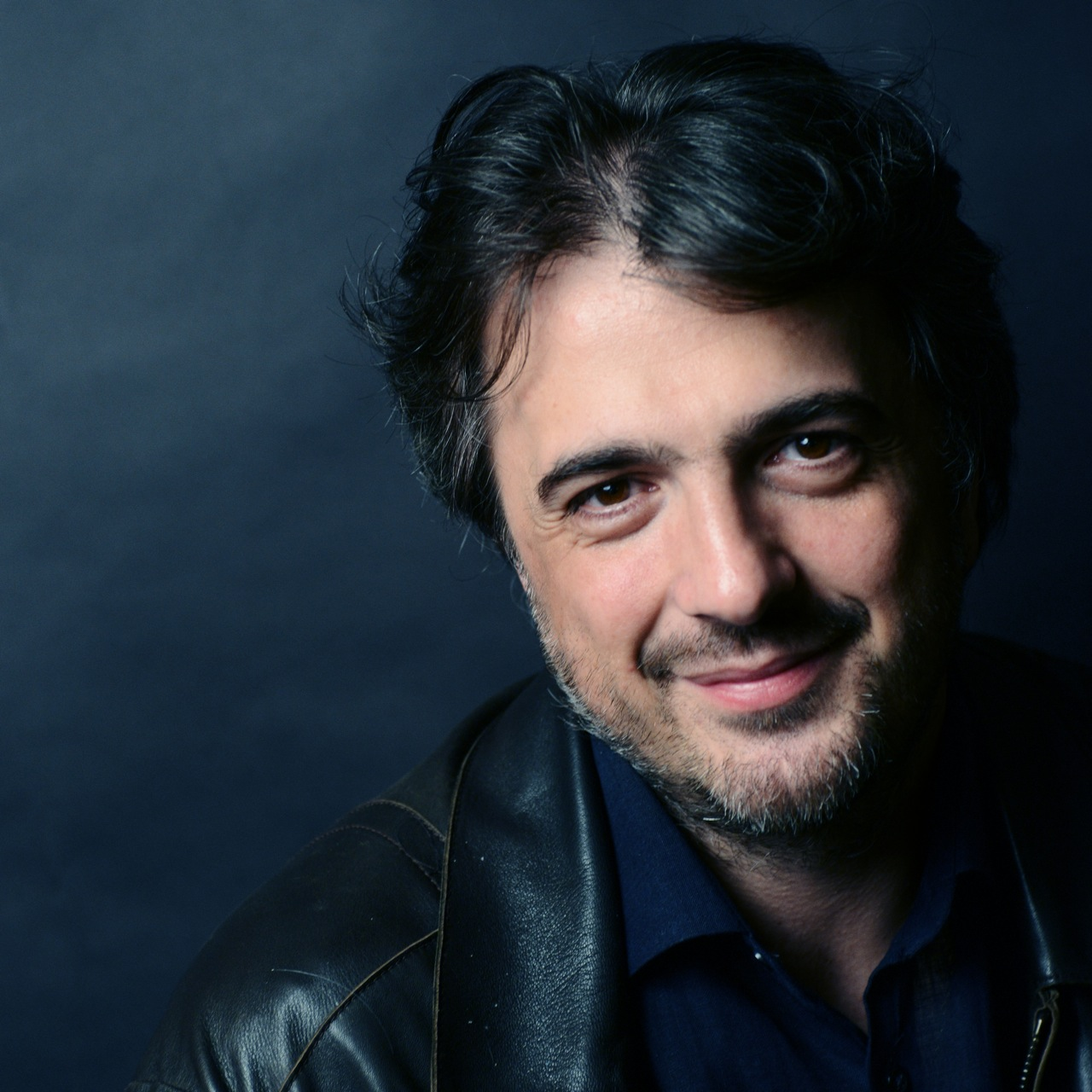
Federico Longo

Federico Longo (* 15. Januar 1972 in Rom) ist ein italienischer Dirigent und Komponist.

## Leben
Federico Longo erwarb das „Diploma di Alto Perfezionamento“ für Orchesterleitung an der „Accademia Musicale Pescarese“ unter Donato Renzetti und das Diplom der Meisterkurse der Hochschule für Musik in Wien, studierte dann mit Gianluigi Gelmetti an den Kursen der Accademia Chigiana di Siena, wo er mit dem Ehrendiplom ausgezeichnet wurde. 2003 erhielt er den ersten Preis der Boris-Christoff-Stiftung.
Nach dem Debütkonzert 2003 im Rahmen der „Master Series“ entwickelte er ein intensives Verhältnis zu dem Sydney Symphony Orchestra, indem er an vier Ausgaben der Konzertreihe Shock of the New und an der Serie Meet the Music teilnahm und eine Reihe von Einspielungen für das Label ABC verwirklichte.
In Deutschland erarbeitete er mit der Robert-Schumann-Philharmonie am Opernhaus Chemnitz Produktionen wie Eugene Onegin und Dornröschen von Tschaikowsky. Mit der Sächsischen Kammerphilharmonie hat er an dem Wiederaufbaukonzert in der Dresdner Frauenkirche teilgenommen. Außerdem war er mehrere Jahre lang musikalischer Leiter der Kammerphilharmonie Berlin-Brandenburg, mit der er 2007 an der Berliner Philharmonie debütierte.
In Italien hat Federico Longo u. a. folgende Orchester dirigiert: Orchestra del Teatro Carlo Felice di Genova, Orchestra Filarmonica Arturo Toscanini di Parma, Orchestra del Teatro dell’Opera di Roma, Orchestra Sinfonica di Sanremo.
Als entschiedener Befürworter der zeitgenössischen Musik hat Federico Longo Weltpremieren führender italienischer Komponisten geleitet.
Zu seinen Einspielungen gehören Klavierkonzerte von Mozart mit dem Label Marc Aurel und drei CDs des Leipziger Labels Genuin mit Werken von C. P. E. Bach und Mendelssohn.
Das von ihm gegründete und geleitete „Konzert für Äthiopien“ findet seit 2004 alljährlich in Roms statt. Zudem ist er musikalischer Leiter der Libera Università dei Diritti Umani, für die er mit dem von ihm gegründeten „LUNID“-Orchester eine regelmäßige Konzerttätigkeit unterhält.

## Diskographie
- W. A. Mozart – KlavierKonzert nº 20 (K. 466) und nº 23 (K. 491), CD (Marc Aurel Edition, 2002)
- C. P. E. Bach – Klavierkonzert Wq 23 H 427 CD (Genuin Edition, 2006)
- C. P. E. Bach – Klavierkonzert Wq 26 H 430 CD (Genuin Edition, 2008)
- F. Longo – La vena giusta del cristallo CD (Ottododici Edizioni Musicali, 2013)
- F. Longo – L’arte del volo CD (Ottododici Edizioni Musicali – Vallegiovanni Edizioni 2015)
- F. Longo – Concatenation CD (ApplausoUS – Valle Giovanni Edizioni Musicali 2018)
- P. J. von Lindpaintner – Il vespro siciliano (Naxos 2018)